# Inas Norden
Inas Norden ist eine Reise-Reportagereihe, die von 2005 bis 2008 vom NDR produziert und ausgestrahlt wurde. Moderatorin und Namensgeberin der Sendung ist Ina Müller. In der Reihe werden die schönsten Gegenden Norddeutschlands vorgestellt. Dabei geht es vor allem um Land und Leute, Kultur, Geschichte und Geschichten, Kulinarisches, Interessantes und Skurriles.

## Episodenliste
(Quelle:)

### Pilotfolge
- Mit Ina Müller durch die Lüneburger Heide

### Staffel 1
- Mit Ina Müller auf Usedom
- Mit Ina Müller in Emden
- Mit Ina Müller an der Schlei
- Mit Ina Müller auf Föhr
- Mit Ina Müller im Hamburger Hafen

### Staffel 2
- Mit Ina Müller in Cuxhaven
- Mit Ina Müller in Wismar
- Mit Ina Müller in Osnabrück

### Staffel 3
- Mit Ina Müller auf Borkum
- Mit Ina Müller in Lübeck
- Mit Ina Müller auf Sylt
- Mit Ina Müller an der Müritz
- Mit Ina Müller in Hannover
- Mit Ina Müller in Stralsund
- Mit Ina Müller auf Helgoland
- Mit Ina Müller in Bremen

### Staffel 4
- Mit Ina Müller in Husum
- Mit Ina Müller auf Rügen
- Mit Ina Müller auf Norderney
- Mit Ina Müller in Flensburg
- Mit Ina Müller auf dem Darß
- Mit Ina Müller in München